# Marja Kooiman
Marja Kooiman (Oud-Beijerland, 19 febbraio 1954) è un'ex cestista olandese.

## Carriera
Con i Paesi Bassi ha disputato due edizioni dei Campionati europei (1972, 1974).